# Institut for Fødevare- og Ressourceøkonomi
Institut for Fødevare- og Ressourceøkonomi (IFRO) er et samfundsvidenskabeligt, anvendelsesorienteret institut på Københavns Universitet med fokus på at bidrage til løsning af globale problemstillinger.
Institut for Fødevare- og Ressourceøkonomi (IFRO) blev oprettet 1. januar 2013 ved en fusion mellem Fødevareøkonomisk Institut (FOI) og Afdeling for Økonomi, Politik og Driftsplanlægning ved Skov & Landskab. Instituttet tilhører Det Natur- og Biovidenskabelige Fakultet (SCIENCE) på Københavns Universitet. Instituttet holder til på Rolighedsvej 23, Frederiksberg.

## Organisation
Instituttet ledes af lektor Per Svejstrup, som er konstitueret institutleder.
Instituttet er organiseret i 4 forskningssektioner, der udfører tværgående funktioner, samt en institutledelse og institutservice. 
- Sektion for Forbrug, Bioetik og Regulering
- Sektion for Global Udvikling
- Sektion for Miljø og Naturressourcer
- Sektion for Produktion, Markeder og Politik[2]